# Gustav Adolf Hasler
Gustav Adolf Hasler (* 23. März 1830 in Aarau; † 5. Januar 1900 in Bern) war ein Schweizer Techniker und Erfinder.

## Leben
Gustav Adolf Hasler besuchte die Gewerbeschule in Aarau. Von 1847 bis 1850 absolvierte er eine Lehre als Mechaniker in der Werkstätte von Jakob Kern, der späteren Kern & Co., in Aarau. Es folgten Aufenthalte in Wien, Berlin und Hamburg. In Genf  arbeitete Hasler mit dem englischen Erfinder Adam Jundzill und konstruierte 1855 einen speziellen Theodolit. Im selben Jahr trat er in die Eidgenössische Telegraphenwerkstätte in Bern ein, deren Leitung er 1860 von Matthias Hipp übernahm. Zusammen mit Heinrich Albert Escher erwarb er 1865 diesen Betrieb von der Eidgenossenschaft und wurde nach Eschers Tod 1879 Alleininhaber. Er führte das Unternehmen mit Eigenkonstruktionen von Telefonapparaten zu internationaler Geltung. Sein Sohn Gustav Hasler setzte das Wachstum der Firma fort.
Die Universität Bern verlieh ihm 1875 für seine Erfindungen im Instrumentenbau den Ehrendoktor.